# テレビ朝日系列木曜夜7時台枠のアニメ
テレビ朝日系列木曜夜7時台枠のアニメ（テレビあさひけいれつもくようしちじだいわくのアニメ）は、テレビ朝日系列局が木曜19時台（日本標準時）に放送していたテレビアニメの作品一覧である。

## 歴史
この時間帯は、それまで前後半とも長寿番組が多く、アニメは昭和時代最末期とかなり遅れて開始した。

### 前半
1960年代後期までは『悪魔くん』や『忍者ハットリくん』などの子供向け特撮番組を放送していた枠で、1969年1月に『クイズタイムショック』（第1期）がスタートしてからは長らくクイズ番組もしくはバラエティ番組の枠となっていた。その後、1987年10月開始のニュース番組『ニュースシャトル』のために枠が10分繰り上がると、その約半年後の1988年3月3日に『つるピカハゲ丸くん』で初のアニメを開始。ただし当時はローカルセールス枠であったため、系列局の一部はこの時間帯を自社製作番組の放送や系列内外の番組の遅れネットに使い、同作品を別の時間帯での遅れネットまたは未放送とする措置を取った。その後、『ニュースシャトル』の枠移動（18:00開始に）に伴い、枠交換で水曜19:00枠に移動した（移動後もローカルセールス枠として継続）。
そしてその水曜18:50から、それまで土曜19:00枠→当枠の後半→水曜18:50枠と変遷してきた朝日放送の製作枠（水曜日時代アニメ枠となって以降は日本ガス協会が筆頭提供）がこの枠へ移動してアニメの放送を継続したが、1996年3月21日終了の『H2』をもって後半枠より早く終了した。
当枠がABC・日本ガス協会筆頭提供時代、読売ジャイアンツ（巨人）戦を他系列またはNHKが放送する際に、裏カードとして開催のプロ野球西武ライオンズ・ヤクルトスワローズ主催ゲームがテレビ朝日系列で全国中継された際、テレビ朝日では当枠から差し替えて19:00から中継した一方、ABCを含む各系列局では通常通りアニメを放送して19:30から野球中継に飛び乗っていた（朝日放送と広島ホームテレビが地元球団のカードに差し替えた場合も19:30から放送）。テレビ朝日のみ一時期筆頭スポンサーが第一家庭電器だったことや、野球中継への差し替えが東京ガス以外の日本ガス協会加盟各社から認められなかったためと思われる。なお、差し替えられた当枠のアニメは、翌日午後のアニメ再放送枠で振替放送された。また、巨人戦をテレビ朝日系列が中継した際は、本番組は全国的に休止となっていた（スポンサーセールスも本番組とは別扱い）。

### 後半
この枠は、腸捻転時代は『野生の王国』（毎日放送製作。中断期間あり）、腸捻転解消後は『三枝の国盗りゲーム』（朝日放送制作）といった在阪準キー局製作の長寿番組が存在、前半よりも子供番組には無縁の枠だったが、前述の通り変遷していた朝日放送製作時代の1987年4月9日に、海外作品『ガミー・ベアの冒険』を開始してスタート。しかし『ニュースシャトル』枠確保のため、半年で放送を終了、その後朝日放送枠は水曜18:50枠→当枠の前半へと移動する。なおこの間の同年10月8日と10月15日には、かつて日本テレビ系列で放送された『青春アニメ全集』の未放送分2本を、『青春名作アニメ』としてつなぎ目的で放送した。
『ニュースシャトル』枠移動後は、火曜18:50から藤子アニメ『エスパー魔美』を移動し、その後1992年3月26日終了の『21エモン』で中断、藤子アニメを制作したシンエイ動画の枠は月曜19:00枠へ移動し、現在も放送中の『クレヨンしんちゃん』となる。
中断後には土曜19:30枠から製作枠が移動し、『平成イヌ物語 バウ』を開始、その後は日曜19:00枠から移動した朝日放送に制作が代わり、アニメを継続するも、1996年9月12日放送の『怪盗セイント・テール』最終回をもって木曜19時枠のアニメは事実上終結、同時にこの枠の前後半体制も終結した。
広島ホームテレビでは、『三枝の国盗りゲーム』を放送していた頃から時折プロ野球広島東洋カープ主催ゲームの中継を編成したため、テレビ朝日製作・朝日放送製作を問わず平日16・17時台の帯再放送枠を使っての遅れネットとすることがあったが、前半枠が朝日放送製作・日本ガス協会筆頭提供時代は、スポンサーの関係上当該枠のみ野球中継への差し替えができず、18時代後半のトップ中継（『藤和不動産・がんばれ！カープナイター』等のタイトルで冠スポンサー番組として放送することが多かった）の後、前半枠のアニメを挟んで19:30から再び野球中継（西武戦等巨人戦以外の全国中継同様『パワーアップナイター』として放送）とする措置を取っていた。

## 作品リスト

### 18時50分 - 19時20分
- つるピカハゲ丸くん（1988年3月3日 - 1989年3月23日） - 1989年4月に水曜19:00枠へ移動。遅れネット局である朝日放送も水曜19:00枠への移動を機に同時ネットへ移行したが、広島ホームテレビは土曜17:00枠での放送を続けていた。

### 19時00分 - 19時30分
- ハーイあっこです（1989年4月6日 - 1992年3月26日） - 水曜18:50枠から移動。この作品から朝日放送製作・日本ガス協会筆頭提供。
- クッキングパパ（1992年4月9日 - 1995年5月25日）
- H2（アニメ版）（1995年6月1日 - 1996年3月21日）

### 19時30分 - 20時00分（第1期）
- ガミー・ベアの冒険（1987年4月9日 - 9月17日） - 海外アニメ。朝日放送製作。
- 青春名作アニメ（1987年10月8日 - 10月15日） - この作品からテレビ朝日製作。
- エスパー魔美（1989年4月20日 - 10月26日） - 火曜18:50枠から移動。
- 藤子・F・ファンタジー チンプイ → 夢冒険!チンプイ（1989年11月2日 - 1991年3月21日）

### 19時30分 - 19時58分
- 夢冒険!チンプイ（1991年4月11日 - 4月18日） - 天気予報の放送開始により、ラスト2回分は2分縮小しての放送となった。
- 21エモン（1991年5月2日 - 1992年3月26日）
- 平成イヌ物語 バウ（1993年10月14日 - 1994年9月22日） - この作品までテレビ朝日製作。
- 魔法陣グルグル（第1作）（1994年10月13日 - 1995年3月23日） - この作品から朝日放送製作。

### 19時30分 - 20時00分（第2期）
- 魔法陣グルグル（第1作）（1995年4月6日 - 9月14日） - 直後の時間帯に放送されていたミニ番組『We』の枠を吸収して2分拡大。
- 怪盗セイント・テール（1995年10月12日 - 1996年9月12日）